# Castilla (revista)
Castilla, revista regional ilustrada fue una publicación española editada en Toledo entre 1918 y 1919.

## Historia
Fue dirigida y editada por el periodista Santiago Camarasa (1895-1957) entre los años 1918 y 1919, es decir, siendo muy joven, desde Toledo. Camarasa simultaneaba la publicación de esta revista con otra, de ámbito local, llamada Toledo. El mantenimiento de dos revistas a la vez, de impresión esmerada y buen papel, era muy costoso y dejó de publicarse la revista Castilla.
Contaba con corresponsales en todas las provincias de Castilla y pretendió ofrecer a todos los castellanos un medio desde el que vindicar Castilla, desde donde lograr su resurgimiento, bajo un lema bien elocuente «Todo por y para Castilla».
Esta revista tuvo subdirectores en diversas provincias castellanas (entre otros muchos, Ángel Vegué en Madrid, Narciso Alonso Cortés en Valladolid, Francisco Herencia en Ciudad Real, Juan Giménez de Aguilar en Cuenca, Blas Taracena Aguirre en Soria, Fermín Herrero Bahillo en Ávila, etc.) y colaboradores como el santanderino de adopción Andrés Bravo del Barrio, el leonés Juan Díaz Caneja, etc.
En abril de 1919, jóvenes burgaleses del efímero Partido Regionalista -vinculado al Círculo Regionalista- publicaron en esta revista toledana el manifiesto A la juventud castellana, en el que invitaban a la juventud de Castilla a unirse a la causa regionalista.
Casi cinco décadas antes, en 1870, la ciudad de Toledo había contado con otra publicación castellanista: El Comunero de Castilla.